# アイスランドにおけるバナナの生産

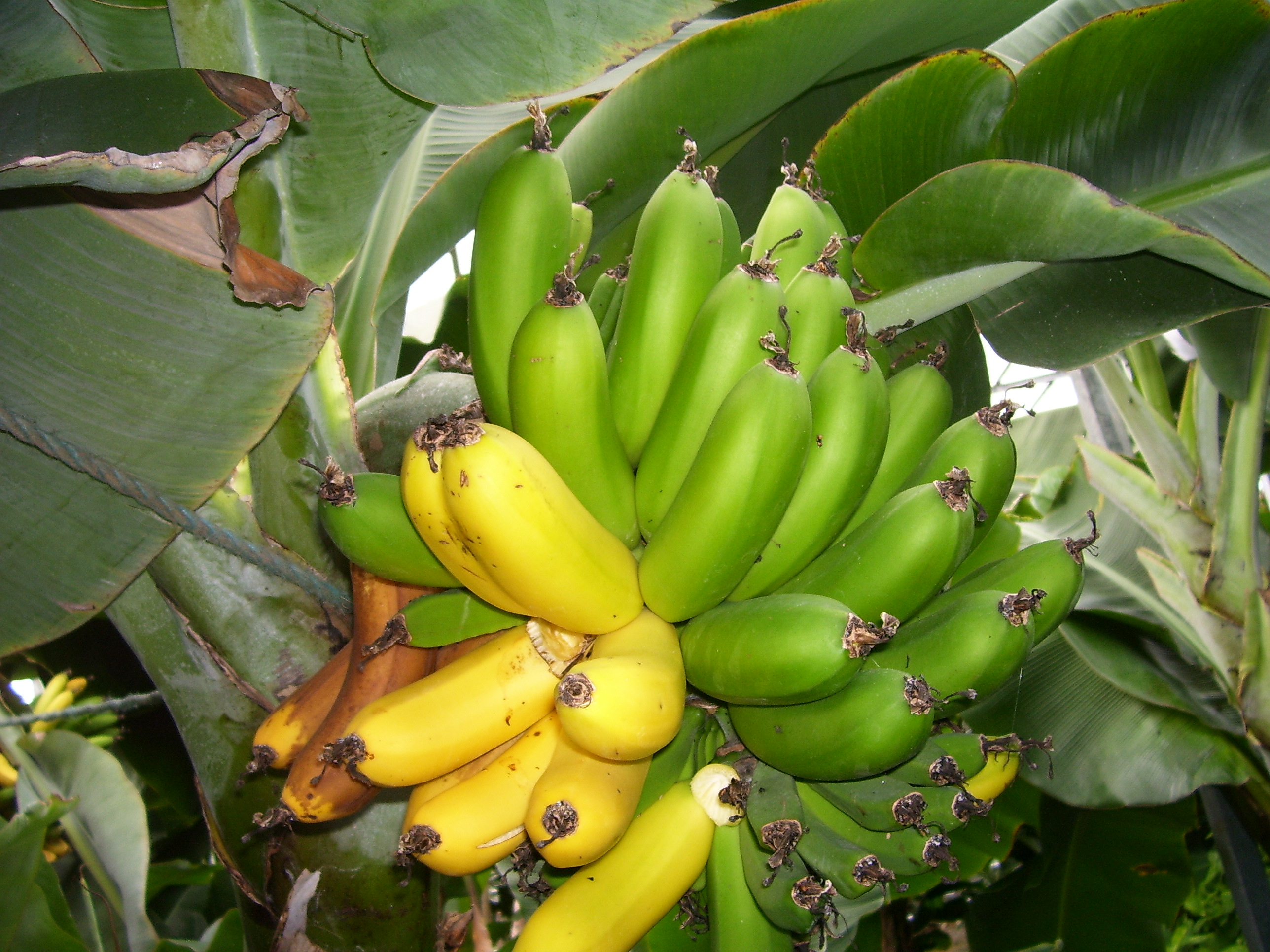
アイスランドの温室で育つバナナ

アイスランドは主要産業を漁業とアルミニウム精錬に頼っているが、一定量のバナナの生産も行っている。とはいえ商業的な規模ではなく、間欠泉から生じる熱湯でも局地的にはバナナの生産が可能な土地をつくりだせるということを示す実験のため実施されているものである。BBCが放送していたクイズ番組「QI」の主張に従えば、アイスランドはヨーロッパ最大のバナナの生産国である。だが、2007年の時点でヨーロッパ最大のバナナ生産国はアフリカ沿岸のカナリア諸島でバナナを生産するスペインである。
アイスランドはバナナの純輸入国であり、年間に一人あたりおよそ14キログラムを輸入している。